# Faringdon
Ne doit pas être confondu avec Farington.
Faringdon est une ville dans l'Oxfordshire, en Angleterre. Elle se trouve à 18 kilomètres de Swindon. La paroisse civile s'appelle «Great Faringdon».

## Personnalité
- Reginald Drew (1878-1951), peintre, y est né.

## Jumelage
- Le Mêle-sur-Sarthe (France).